# Saint-Bouize
Saint-Bouize là một xã thuộc tỉnh Cher trong vùng Centre-Val de Loire miền trung Pháp.